# Monts dels Masos
Els Monts dels Masos és una serra situada al municipi d'Àger a la comarca de la Noguera, amb una elevació màxima de 982 metres.